# Pteropus coxi
Pteropus coxi é uma espécie extinta de morcego da família Pteropodidae. Os espécimes conhecidos foram coletados na expedição americana de 1838-1842 ao arquipélago da Samoa. Seus hábitos e biologia são desconhecidos, era a maior raposa-voadora da Polinésia, e provavelmente foi extinta a mais de um século.